# Кусімовського рудника
Кусі́мовського рудника (рос. Кусимовского рудника, башк. Күсем руднигы) — село (колишнє селище та присілок) у складі Абзеліловського району Башкортостану, Росія. Входить до складу Ташбулатовської сільської ради.
Населення — 342 особи (2010; 352 в 2002).
Національний склад:
- росіяни — 57%
- башкири — 39%